# Енайпоша (екзопланета)

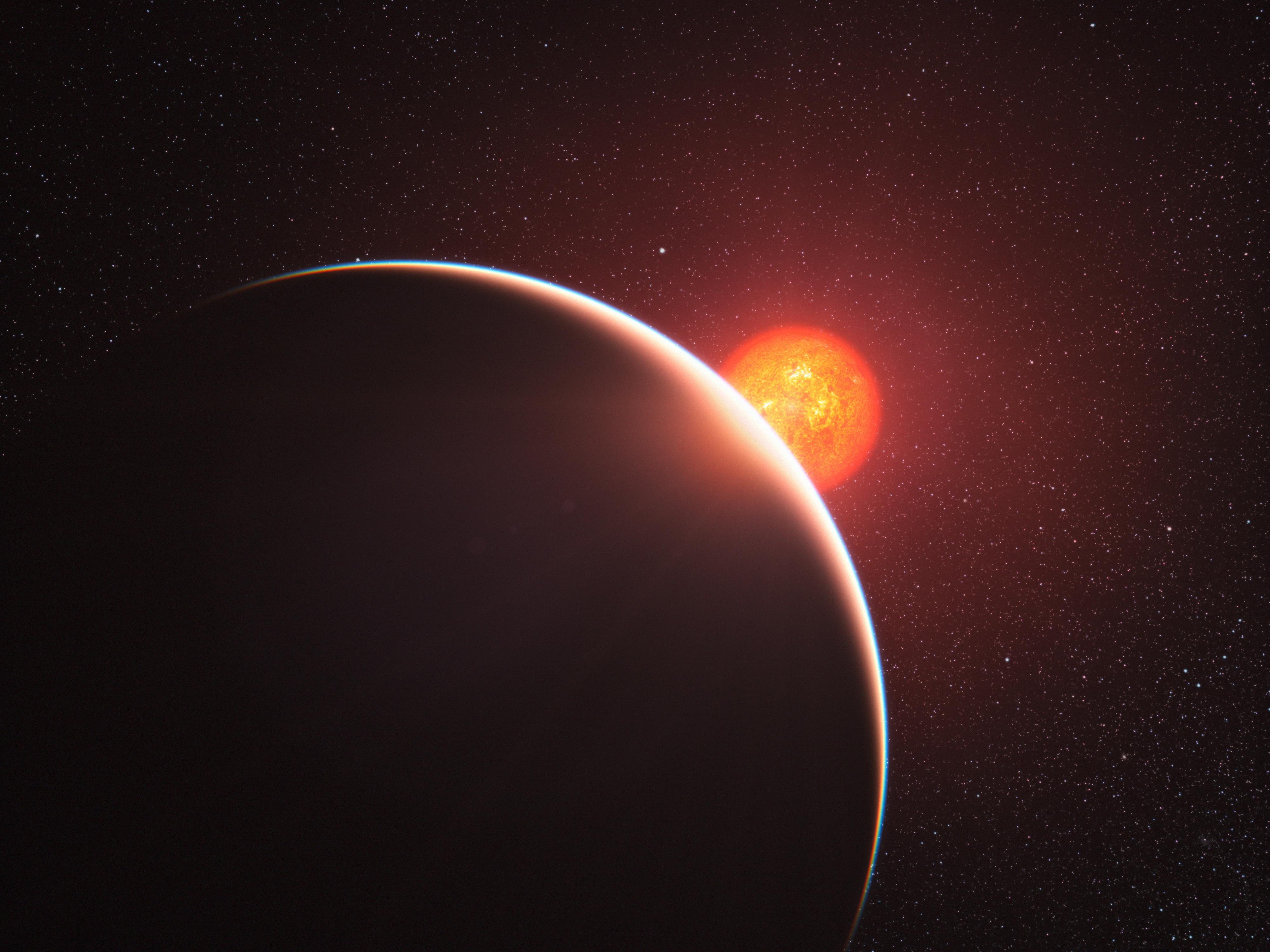
Планета GJ 1214 b в уявлені художника

Енайпоша (GJ 1214 b, Глізе 1214 b) — екзопланета, що обертається навколо червоного карлика GJ 1214. Знаходиться на відстані приблизно 40 світлових років від Землі. 
Екзопланета — надземля, її радіус у ~2.7 разів перевищує земний, а маса — приблизно у 8.2 разів. Густина — 1870 ± 400 кг/м3. В 2017 виявили, що це, ймовірно, планета-океан. Глізе 1214 b є найвірогіднішим кандидатом на цю класифікацію на даний момент. 
В її атмосфері були виявлені хмари.

## Властивості
Планета знаходиться від свого світила на відстані 0.014 а. о., але GJ 1214 випромінює в 350 разів меншу світла, ніж Сонце. Один рік на ній триває 36 годин. 
Згідно з обчисленнями, її прискорення вільного падіння дорівнює 0.91 g. 
Температура планети була розрахована теоретично, і варіюється від 280 градусів за Цельсієм в разі нульового альбедо (абсолютно темної планети), до 120 ° С, якщо альбедо планети дорівнює альбедо Венери.
Вік планетарної системи оцінюється в кілька мільярдів років, тому вчені припускають, що планета за цей час втратила велику кількість летючих компонентів і її нинішній стан не може бути первинним.

## Океан
Виходячи із значення параметрів густини, маси та радіусу, було висловлено припущення, що Глізе 1214 b — планета-океан. 
Атмосфера планети складається з водяної пари з невеликою домішкою та водню, та температури дуже високі, тому вода там знаходиться в дуже екзотичних станах, що робить уявлення життя на планеті майже неможливим. На глибині більш 100 км, тиск настільки сильний, що вода не може існувати в рідкому стані, та перетворюється на незвичайний лід типу лід VII. 
Але 1 січня 2014 року стало відомо, що в результаті нових досліджень атмосфери планети, проведених з небувалою точністю, виявити сліди будь-яких молекулярних сполук — ні води, ні метану, ні азоту, ні чадного газу, ні вуглекислого газу, не вдалося, що ставить під сумнів теорію існування океану на Глізе 1214 b взагалі. 

## Відкриття
Планета була відкрита транзитним методом 16 грудня 2009 року в обсерваторії Уіпл, США.